# Auguste de Peellaert
Auguste Philippe de Peellaert, född den 12 mars 1793 i Brygge, död den 16 april 1876 i Saint-Josse-ten-Noode, var en belgisk baron och tonsättare.
Världshändelserna 1814 omstörtade de utsikter Peellaert, genom faderns anställning som kammarherre hos Napoleon, hade för sin framtid, och han såg sig nödgad att ingå som underlöjtnant i nederländska armén. Efter belgiska revolutionen övergick han till belgiska armén, från vilken han fick avsked 1849 som överstelöjtnant. Trots sina mångfaldiga tjänsteåligganden skaffade Peellaert sig dock tillfälle att fortsätta sitt älsklingsstudium: musik, och han komponerade operor, vilka uppfördes i Bryssel med flera andra av Belgiens städer. Bland dessa hans operor bör nämnas: Agnes Sorel (1822) och Faust (1834, med libretto av Emmanuel Théaulon). Han komponerade för övrigt klavertrior, duetter för harpa och sånger med mera.